# محمد نظام
محمد نظام (بالإنجليزية: Mohamed Nizam)‏ (مواليد 17 مايو 1974 في ثوودوو) لاعب كرة قدم مالديفي دولي يجيد اللعب في مركز الهجوم . يلعب حاليا لصالح نادي كالايضوو المالديفي منذ سنة 2008 .

## روابط خارجية
- محمد نظام على موقع الاتحاد الدولي (مؤرشف)  (الإنجليزية)
- محمد نظام على موقع قاعدة بيانات كرة القدم.إي يو (الإنجليزية)
- محمد نظام على موقع ناشيونال فوتبول تيمز (الإنجليزية)